# Shenzhou 16
Shenzhou 16 är en bemannad flygning med en kinesisk rymdfarkost av typen Shenzhou. Den sköts upp med en Chang Zheng 2F/G raket från Jiuquans satellituppskjutningscenter i Inre Mongoliet den 30 maj 2023. Några timmar efter uppskjutningen dockade farkosten med den kinesiska rymdstationen Tiangong.
Under flygningen genomförde man en rymdpromenad.
Farkosten återinträdde i jordens atmosfär och landade i Inre Mongoliet den 31 oktober 2023.

## Besättning
| Befälhavare    | Jing Haipeng Hans fjärde rymdfärd |
| Flygingenjör 1 | Zhu Yangzhu Hans första rymdfärd  |
| Flygingenjör 2 | Gui Haichao Hans första rymdfärd  |